# Trnjaci (dystrykt Brczko)
Trnjaci – wieś w Bośni i Hercegowinie, w dystrykcie Brczko. W 2013 roku liczyła 245 mieszkańców, z czego większość stanowili Serbowie.